# 1924 ve sportu
Toto je přehled sportovních událostí z roku 1924.
- 7. leden – v Paříži byla založena Mezinárodní hokejová federace (Fédération internationale de hockey sur gazon), která sdružuje národní svazy pozemního hokeje
- 2. únor – v Chamonix byla založena Mezinárodní lyžařská federace (Fédération Internationale de Ski)
- duben – v Montreux byla založena Mezinárodní federace kolečkových sportů (Fédération Internationale de Roller Sports)
- 20. červenec – v Paříži byla založena Mezinárodní šachová federace (Fédération Internationale des Échecs)